# Линн (округ, Орегон)
Округ Линн (англ. Linn County) располагается в штате Орегон, США. Официально образован 28 декабря 1847 года. По состоянию на 2010 год, численность населения составляла 116 672 человека.

## География
По данным Бюро переписи США, общая площадь округа равняется 5982,906 км2, из которых 5936,286 км2 суша и 46,620 км2 или 0,780 % это водоёмы.

## Климат
В этом регионе теплое (но не жаркое) и сухое лето, а среднемесячные температуры обычно не превышают 71,6 °F (22,0 °C). Согласно системе классификации климата Кёппена, в Линне теплый летний средиземноморский климат, на климатических картах сокращенно обозначаемый аббревиатурой «Csb».

## Население
По данным переписи населения 2000 года в округе проживает 103 069 жителей в составе 39 541 домашних хозяйств и 28 232 семей. Плотность населения составляет 17,00 человек на км2. На территории округа насчитывается 42 521 жилых строений, при плотности застройки около 7,00-ми строений на км2. Расовый состав населения: белые — 93,20 %, афроамериканцы — 0,32 %, коренные американцы (индейцы) — 1,27 %, азиаты — 0,78 %, гавайцы — 0,15 %, представители других рас — 1,80 %, представители двух или более рас — 2,49 %. Испаноязычные составляли 4,38 % населения независимо от расы.
В составе 32,00 % из общего числа домашних хозяйств проживают дети в возрасте до 18 лет, 56,90 % домашних хозяйств представляют собой супружеские пары проживающие вместе, 10,00 % домашних хозяйств представляют собой одиноких женщин без супруга, 28,60 % домашних хозяйств не имеют отношения к семьям, 23,00 % домашних хозяйств состоят из одного человека, 10,10 % домашних хозяйств состоят из престарелых (65 лет и старше), проживающих в одиночестве. Средний размер домашнего хозяйства составляет 2,58 человека, и средний размер семьи 3,01 человека.
Возрастной состав округа: 26,00 % моложе 18 лет, 8,40 % от 18 до 24, 27,00 % от 25 до 44, 24,10 % от 45 до 64 и 24,10 % от 65 и старше. Средний возраст жителя округа 37 лет. На каждые 100 женщин приходится 97,50 мужчин. На каждые 100 женщин старше 18 лет приходится 95,00 мужчин.
Средний доход на домохозяйство в округе составлял 37 518 USD, на семью — 44 188 USD. Среднестатистический заработок мужчины был 35 586 USD против 24 073 USD для женщины. Доход на душу населения составлял 17 633 USD. Около 8,90 % семей и 11,40 % общего населения находились ниже черты бедности, в том числе — 14,80 % молодежи (тех, кому ещё не исполнилось 18 лет) и 7,10 % тех, кому было уже больше 65 лет.

## Известные уроженцы
- Фредерик Гомер Балч (1861-1891) — американский писатель автор романов «Мост богов: Роман об индейцах Орегона» и «Женевива: повесть об Орегоне».[3][4]